# Albert Niemann (tenor)

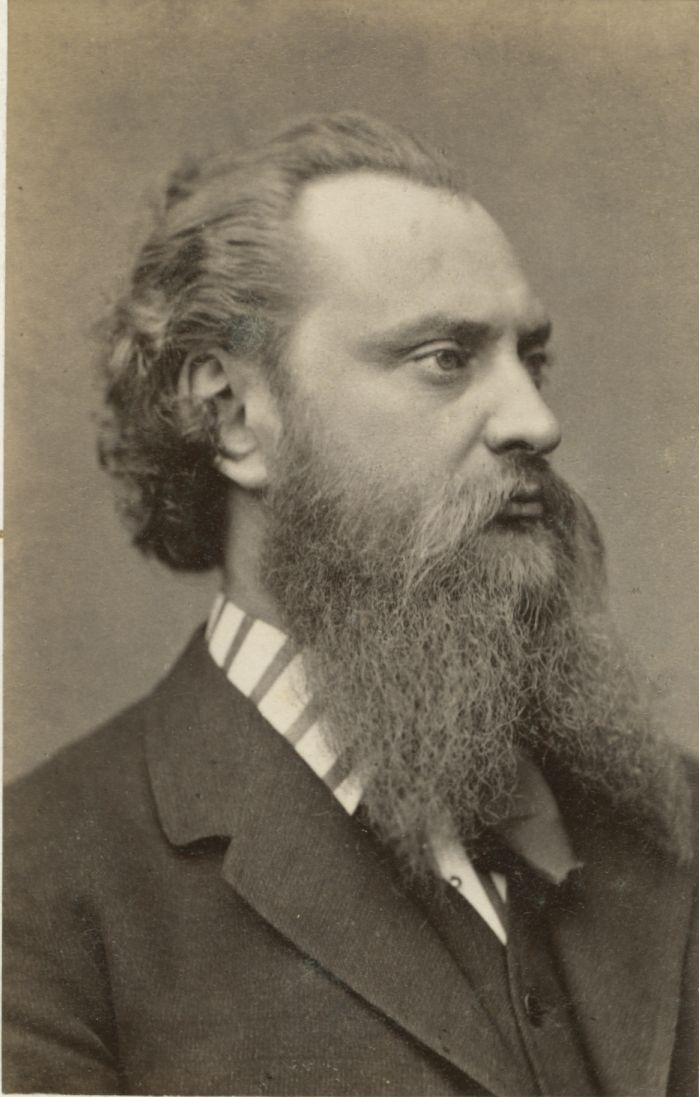
Albert Niemann

Albert Wilhelm Carl Niemann, född 15 januari 1831 i Erxleben, Landkreis Neuhaldensleben, död 13 januari 1917 i Berlin, var en tysk operasångare (tenor) och Wagnertolkare.
Niemann studerade en tid hos Gilbert Duprez i Paris, och fick uppmärksamhet när han var verksam i Halle, Stettin och Hannover. Han var 1866-1887 anställd vid hovoperan i Berlin, där han var deras främsta namn. 1887-1888 uppträdde han i Amerika.
Niemanns sågs som en förebild som dramatisk sångare, eftersom han inte bara hade en utmärkt röst utan även en stor skådespelartalang. Hans specialitet var hjältetenorer, framförallt de skrivna av Wagner, som också valde ut honom att spela Siegmund i Bayreuth 1876. Som hans främsta roller, förutom Tannhäuser och andra Wagner-roller, räknas Florestan i Fidelio, Cortez, Josef och Raoul i Hugenotterna och Johan af Leiden i Profeten som hans förnämsta. Han har även varit en uppskattad oratorie- och romanssångare, särskilt Schumannsångare.
1859 gifte han sig med skådespelerskan Marie Seebach, ett äktenskap som 1868 slutade med skilsmässa.
1871 gifte han sig med skådespelerskan Hedwig Raabe. Deras son Albert Niemann blev en betydande barnläkare.